# Eric Erickson
Eric George Adolph Erickson (Vårgårda, 13 maart 1892 – Jamestown, 19 mei 1965) was een Zweeds honkballer die als rechtshandige werper in de Verenigde Staten van Amerika de Major League wist te halen en uitkwam voor de New York Giants, de Detroit Tigers, en de Washington Senators.

## Jeugd
Erickson werd geboren in het bosdistrict van Alingsås in het dorp Vårgårda en emigreerde in 1894 met zijn ouders vanuit Zweden naar de Verenigde Staten, waar het gezin in Johnsonburg in Pennsylvania ging wonen. In die stad vonden veel Zweden werk in de lokale meubelindustrie, die destijds opgezet was door vooral Zweedse immigranten. Het gezin verhuisde later naar Jamestown, waar Erickson naar de middelbare school ging en veel honkbalde met andere - vooral Zweedse - immigrantenjeugd.

## Minor League
In 1912, toen hij 20 jaar was, ging Erickson professioneel honkbal spelen voor een regionaal team, de Leo's Semi-pros, in het nabijgelegen Celoron. Hij verdiende per wedstrijd drie dollar. In 1913 kreeg hij een beter contract aangeboden van een bij de Texas League aangesloten club, de Dallas Giants in Dallas. Daar verdiende hij het voor die tijd royale salaris van zestig dollar per maand. Zijn start als werper ging niet onopgemerkt voorbij, want hij won twintig wedstrijden in 40 dagen. Zijn talenten werden ook opgemerkt door de New York Giants, waar de Dallas Giants destijds een verbintenis mee hadden.

## Major League

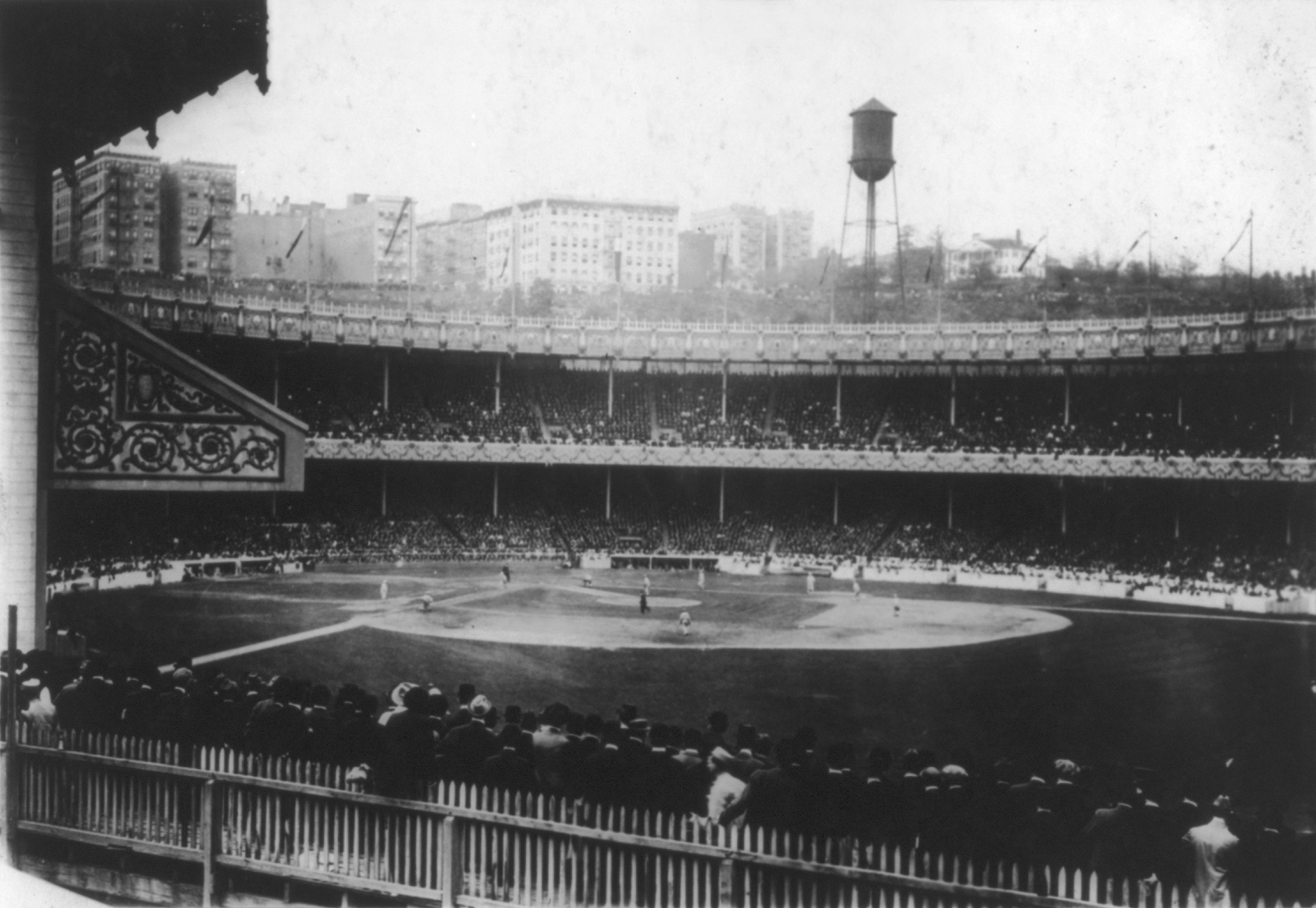
Polo Grounds, New York Giants stadion

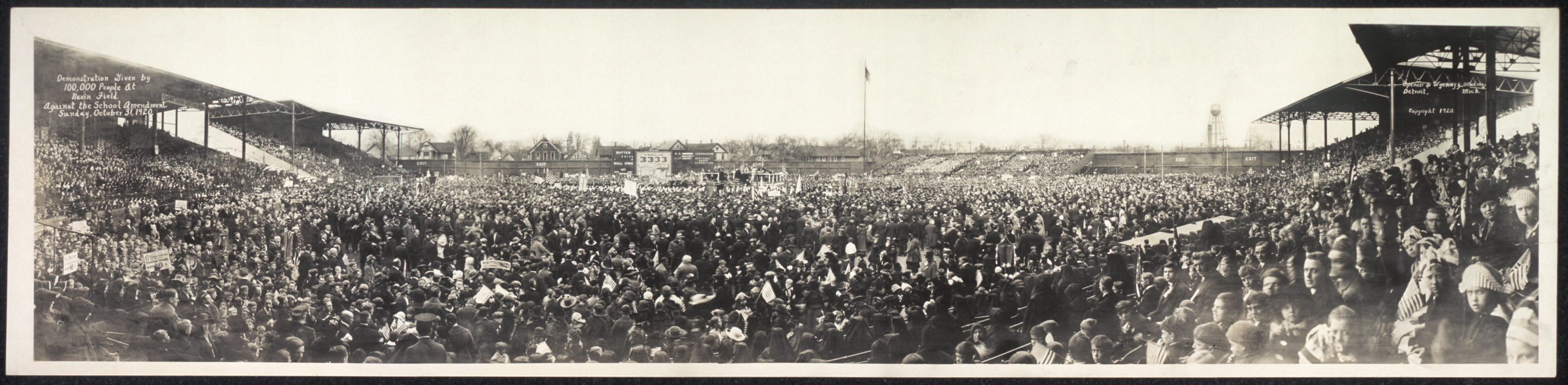
Navin Field, Detroit Tigers stadion

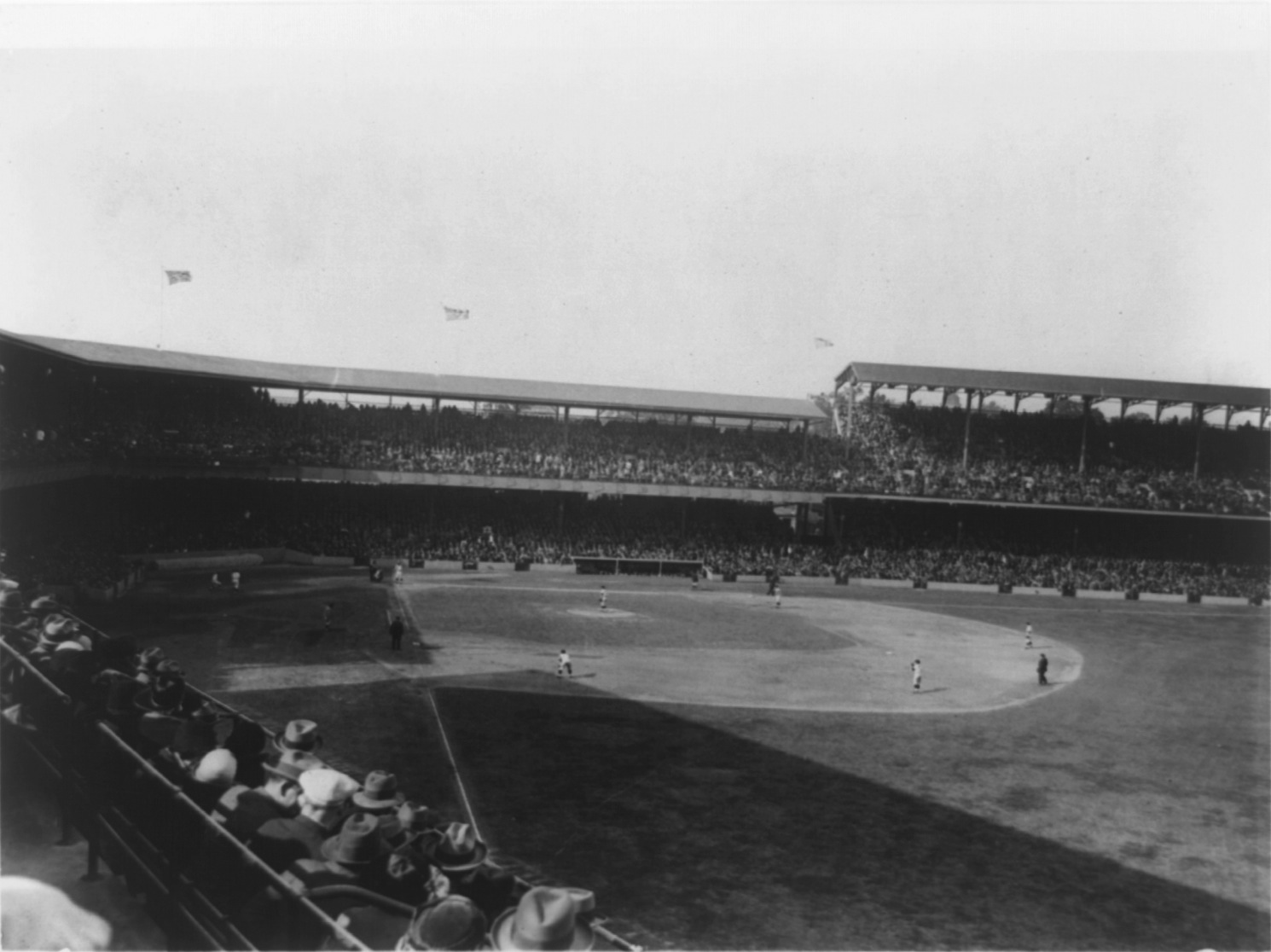
Griffith Stadion, Washington Senators stadion

Erickson werd toen de tweede Zweedse honkballer na Charles Hallström die het hoogste niveau in de Verenigde staten behaalde. Hij maakte zijn Major League debuut bij de New York Giants in 1914 maar kwam slechts één wedstrijd voor hen uit als werper. Hij gooide vijf innings en kreeg zeven runs tegen. In 1915 kwam hij niet op het hoogste niveau uit maar een jaar later zou hij drie seizoenen in Detroit gaan spelen voor de Detroit Tigers. In 1916, 1918 en 1919 speelde hij in totaal 23 wedstrijden voor hen.
In het tussenliggende jaar 1917 kwam hij korte tijd uit voor de San Francisco Seals in de minor league, Pacific Coast League. Hij won met dit team de titel en won als werper in totaal 31 wedstrijden met een ERA van 1.93 waarmee hij de beste pitcher werd van de PCL van dat jaar. Hierna werd hij opgeroepen voor militaire dienst in de Eerste Wereldoorlog in Europa en keerde eind dat jaar terug naar Amerika.
Op 5 juli 1919 werd zijn contract overgenomen door de Senators in Washington, hij werd geruild voor een andere pitcher, Doc Ayers. Bij deze club zou hij uiteindelijk dat jaar als werper met het hoogst uitgegooide slagmannen eindigen en behaalde een gemiddelde van 6.52 per negen gespeelde innings in de American league. Hij stond echter ook bekend om zijn gebrek aan controle en dat resulteerde er in dat hij tevens in de top stond van werpers die de meeste slagmannen raakten en wilde worpen gooiden. 1921 was zijn beste seizoen toen hij uitkwam op een van de laagste ERA's met 3.62, in negen innings gemiddeld 3.57 slagmannen uit wist te gooien. In dat seizoen raakte hij wel 11 slagmannen. Als slagman sloeg hij in dat seizoen ook een homerun tijdens de wedstrijd op 21 september 1921 met de Washington Senators tegen de Detroit Tigers op pitcher John Glaiser. Zijn laatste wedstrijd op het hoogste niveau was op 29 september 1922 toen hij dertig jaar oud was. Zijn statistieken zijn:
| Jaar   | Club                                 | Wedstrijden |
| ------ | ------------------------------------ | ----------- |
| 1914   | New York Giants                      | 1           |
| 1916   | Detroit Tigers                       | 8           |
| 1918   | Detroit Tigers                       | 12          |
| 1919   | Detroit Tigers / Washington Senators | 23          |
| 1920   | Washington Senators                  | 39          |
| 1921   | Washington Senators                  | 32          |
| 1922   | Washington Senators                  | 30          |
|        |                                      |             |
| 7 jaar | 3 teams                              | 145         |

## Pitchingstijl
Erickson was een sterke en gespierde maar slank en tanig gebouwde man die hard gooide. Hij gooide hoofdzakelijk fastballs die volgens collegapitcher Harry Martenson het best beschreven konden worden als kogels die op je werden afgevuurd. In 1921 werd er over hem geschreven door de sportjournalist Francis J. Simpson in het blad Sporting News dat hij zulke sterke handen had dat hij de bal tussen zijn handen geklemd zo hard kon opwrijven en kneden dat de bedekking losraakte van de vulling waarna hij de bal makkelijker kon vervormen. a grip that would put a professional wrestler and strong man to shame. Hierdoor werd de loop van de bal tijdens de worp onvoorspelbaarder en werd het daardoor moeilijker voor een slagman om hem goed te raken. Een bijeffect was wel dat hierdoor de controle die hij had over zijn worpen afnam en er veel afzwaaiende "wijd" ballen tussen zaten.

## Verdere levensloop

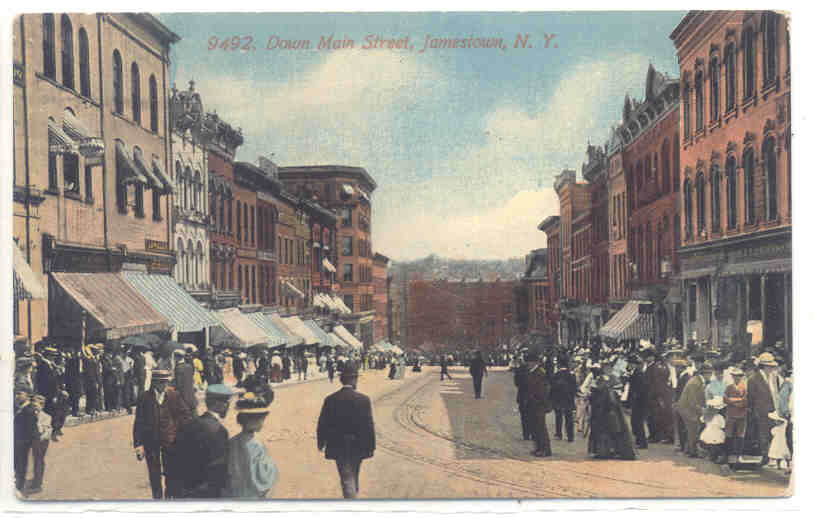
Jamestown

Na zijn afscheid van de Major League kwam Erickson nog uit voor verschillende teams in de Minor Leagues. Hij kwam nog uit voor teams in Falconer als semi-prof en speelde in 1930 toen hij al 38 jaar oud was zijn laatste memorabele wedstrijd als pitcher van de Celoron Spiders in een demonstratiewedstrijd tegen de Boston Braves op 8 augustus. Hij wist als pitcher de hele wedstrijd uit te gooien en uiteindelijk de winst te verzekeren door aan slag met de honken vol een driehonkslag te slaan waardoor de stand 3-0 werd. In de negende inning moest hij op de heuvel slechts een honkslag toestaan. Tot na zijn veertigste zou hij nog blijven honkballen. Na afloop van zijn sportloopbaan keerde hij terug naar Jamestown waar zijn broer, Harry Erickson, burgemeester was geworden en ging hij werken als scheepsklerk bij een vervoersbedrijf in metalen. Ook kocht hij een boerderij en werd landbouwer en veehouder. Hij trouwde met een andere immigrantendochter, Alma Bergquist en een van hun kinderen, Burwin E. Erickson werd honkballer maar kwam enkel uit in de Minor Leagues. Deze nam de bijnaam van zijn vader, "Swat" over als pitcher. Erickson werd in 1984 opgenomen in de Chautauqua Sports Hall of Fame. Uiteindelijk overleed Erickson op de leeftijd van 70 jaar in Jamestown en werd begraven op de Sunset Hill Cemetery in Lakewood.